# Ulmer Spatzen Chor
Der Ulmer Spatzen Chor wurde 1958 gegründet und ist ein eingetragener Verein.

## Struktur

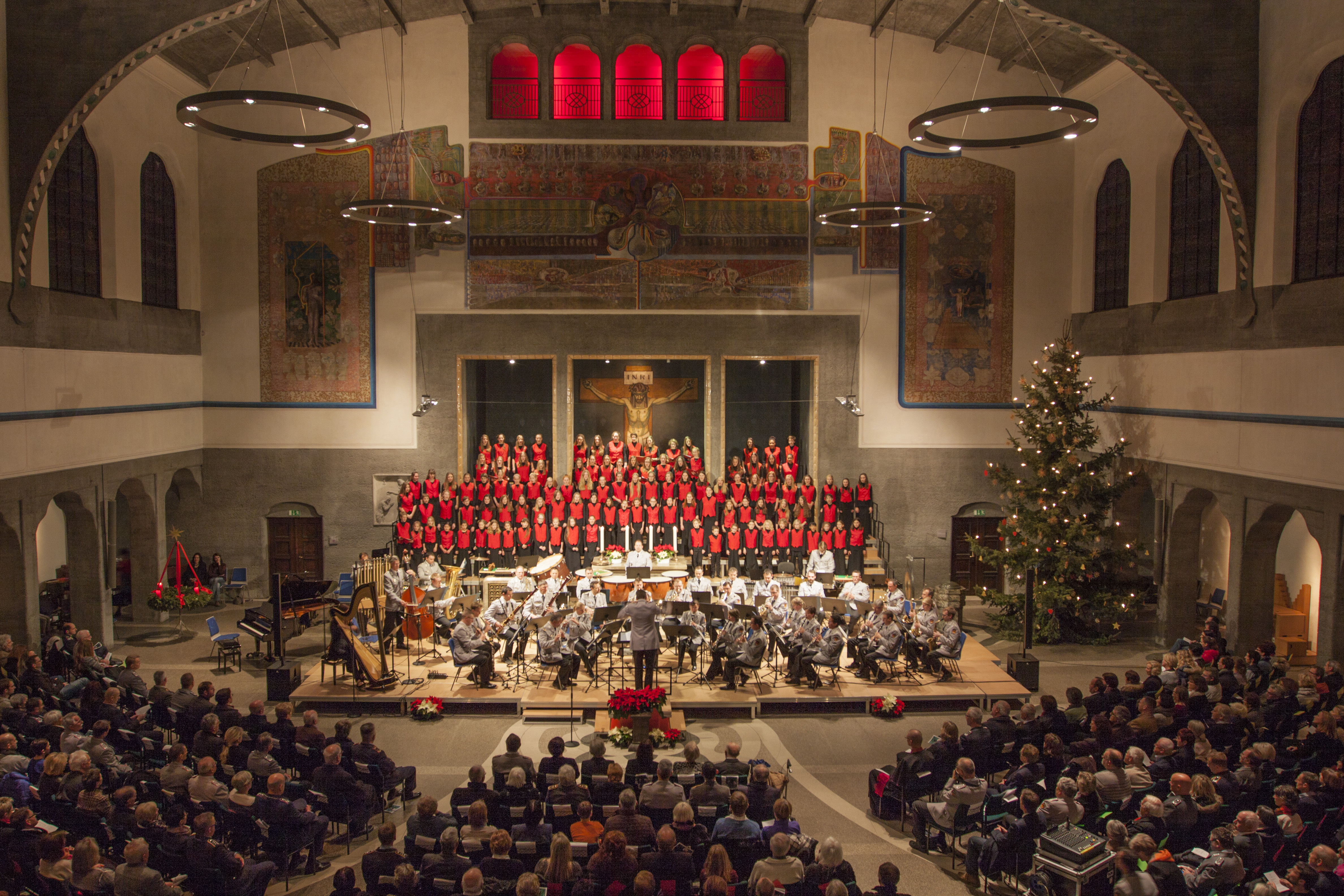
Der Ulmer Spatzen Chor 2015 bei einem Gemeinschaftskonzert mit dem Heeresmusikkorps Ulm.

Die Ulmer Spatzen stehen seit April 2023 unter der musikalischen Leitung von Salome Rebello, in Nachfolge von Hans de Gilde. Die Chöre werden vom Verein der Eltern getragen und sind eingebunden und werden unterstützt von der Musikschule der Stadt Ulm, dem Ministerium für Kultus, Jugend und Sport Baden-Württemberg sowie durch Spenden. Vorsitzender ist zurzeit Christian Hanisch. Der Name des Chores leitet sich vom Ulmer Spatzen ab, einem der Wahrzeichen Ulms.
Zurzeit singen 225 Kinder und Jugendliche zwischen 5 und 18 Jahren in zwei Vorchorgruppen, dem Kinderchor und dem Jugendchor. Hinzu kommt der Kammerchor „Les Passerelles“ für junge Erwachsene.

## Repertoire
Die Bandbreite des Repertoires reicht vom Volkslied bis zu Werken zeitgenössischer Komponisten, die den Ulmer Spatzen gewidmet sind (u. a. Wilfried Hiller, Rolf Rudin, Christian Ridil, Peter Planyavsky, Christoph Schönherr, Leo Hurley und Kurt Bikkembergs). Letzterer komponierte für das 60-jährige Jubiläum des Ulmer Spatzen Chors im Jahr 2018 die Auftragskomposition „Preise die kühlende Liebe der Luft“ nach Texten von Rose Ausländer. Dieses Auftragswerk wird im Rahmen des Jubiläums am 23. Juni 2018 in Ulm uraufgeführt.

## Wettbewerbe
- 2001: Chorwettbewerb Baden-Württemberg „Jugend singt“ in Tübingen (1. Preis Kategorie Kinderchor, 1. Preis Kategorie Mädchenchor)
- 2001: Landessieger Baden-Württemberg zum Deutschen Chorwettbewerb (1. Preis)
- 2002: Bundessieger beim 6. Deutschen Chorwettbewerb in Osnabrück (1. Preis)
- 2004: Internationaler Chorwettbewerb Neepelt/Belgien (1. Preis cum laude)
- 2009: Förderpreis der Stiftung Kulturpreis Baden-Württemberg der Volksbanken Raiffeisenbanken und der Landesstiftung Baden-Württemberg
- 2010: 2. Preis (Kategorie Mädchenchor) und 3. Preis (Kategorie Kinderchor) beim 8. Deutschen Chorwettbewerb in Dortmund
- 2013: 1. Preis (Kategorien Kinder- und Mädchenchor) beim Landeschorwettbewerb Baden-Württemberg, Donaueschingen
- 2014: Bruno-Frey-Musikpreis der Landesakademie für die Musizierende Jugend Baden-Württemberg
- 2014: 1. Bundespreis (Kategorie Kinderchor) und 3. Bundespreis (Kategorie Mädchenchor) beim 9. Deutschen Chorwettbewerb in Weimar
- 2017: 2. Preis (Kategorie Mädchenchor) beim Landeschorwettbewerb Baden-Württemberg, Bretten
- 2018: 1. Preis (Kategorie Mädchenchor) beim 10. Deutschen Chorwettbewerb, Freiburg

## Tonträger
- 1999 Sing a simple song
- 2002 Töne mein Gesang
- 2003 Veni Domine
- 2005 Modest Mussorgksy College Twer – Livemitschnitt
- 2006 Singen und spielen im Zahlenland
- 2008 50 Jahre musikalische Höhepunkte
- 2009 Weihnachtskonzert (Junge Bläser Philharmonie und Ulmer Spatzen Chor)
- 2011 Shalom – Lieder aus dem jüdischen Kulturkreis
- 2013 Weihnachtslieder für Jugendstimmen (Carus-Verlag)
- 2017 The Rhythm of Life (Carus-Verlag)